# Александър II (папа)
Вижте пояснителната страница за други личности с името Александър II.
Папа Александър II (на латински: Alexander.PP.II), роден Анселмо ди Баджо (на италиански: Anselmo da Baggio) е глава на Католическата църква, 156-ия папа в Традиционното броене.